# شباب تيك أواي (فلم)
شباب تيك أواي فيلم مصري من إنتاج عام 2005.
تاريخ عرض الفيلم يوافق عيد الفطر في مصر 1426 هـ.

## قصة الفيلم
فيلم اجتماعي، يتطرق لمشكلة العلاقات السريعة التي تنشأ بين الشباب والفتيات من خلال مجموعة أصدقاء من الشباب حديثي التخرج. تبدأ الأحداث عندما يلتقي عادل بنهلة ويحبها من أول نظرة، فتنشأ علاقة سريعة بينهما لتحمل نهلة على أثرها، ولكن يرفض عادل الزواج منها و يأمرها بإجهاض الطفل، و لكنه في النهاية يذهب إليها لمنعها من الإجهاض و يتزوج بها .

## بطولة
- أحمد عز
- منة شلبي
- ماجد الكدواني
- علاء مرسي
- حبيبة
- خالد محمود
- لطفي لبيب
- أحلام الجريتلي
- مروة حسين

## روابط خارجية
- مقالات تستعمل روابط فنية بلا صلة مع ويكي بيانات